# パ・ド・カトル

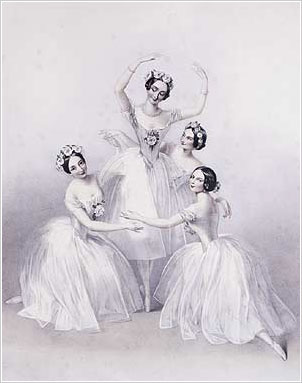
パ・ド・カトル - 左・グリジ、中央・タリオーニ、右後方・グラーン、右前方・チェッリート（A・E・シャロンのリトグラフ、1845年）

『パ・ド・カトル』（Pas de Quatre）は、1845年に初演されたバレエ作品である。

## 沿革
ジュール・ペローがチェーザレ・プーニの作曲により振り付けた1幕の作品で、1845年7月12日にロンドンのハー・マジェスティーズ劇場で初演された。
この作品は評論家や一般の観客にセンセーションを巻き起こした。その理由は、当時著名だった4人のバレリーナ、登場順にルシル・グラーン、カルロッタ・グリジ、ファニー・チェッリート、マリー・タリオーニが一度に同じ舞台に登場するということであった。ロマンティック・バレエ時代の著名なバレリーナの1人と目されていたファニー・エルスラーはこの公演への参加を断ったが、その代わりに新進気鋭のバレリーナ、ルシル・グラーンが出演した。
このオリジナルキャストによる『パ・ド・カトル』の公演は4回のみだった。3回目の公演には、ヴィクトリア女王及びアルバート皇太子も臨席している。 

## 再演
初演からおよそ100年の後、1941年にイギリスの振付家アントン・ドーリンがこの演目を復活させた。彼がキャスティングしたダンサーはナタリア・クラソフスカ（ルシル・グラーン）、ミア・スラヴェンスカ（カルロッタ・グリジ）、アレクサンドラ・ダニロワ（ファニー・チェッリート）、アリシア・マルコワ（マリー・タリオーニ）である。
この再演以来、沢山のバレエ団がレパートリーに取り上げていて、日本でも牧阿佐美バレヱ団や東京バレエ団などが上演している。

## 構成
幕が開くと、シャロン（A. E. Chalon）による初演時のリトグラフと同じポーズを取った4人のバレリーナ（彼女たちの衣装や髪型もリトグラフと同じである）が、活人画のように静止している。
やがて彼女たちは踊り始める。4人の役名は、1845年初演当時のバレリーナ名に因んでいて、それぞれのイメージを想起させるヴァリアシオンが振付けられている。
全員で踊るコーダが終わると、彼女たちはまた仲良くもとのポーズに戻って幕が下りる。

## エピソード
踊る順番について、キャリアの長いタリオーニが最後に踊ることは他の3人も同意していたが、タリオーニの前に踊るのは誰かという件でチェッリートとグリジが諍いを起こした。困り果てたペローは、劇場支配人のベンジャミン・ラムリー（Benjamin Lumley）に相談して名案を授かった。「年長の者が順番を決めてよい」というものである。それを聞いたチェッリートとグリジは互いに譲り合い、稽古は無事に再開された。当時、タリオーニは40歳、チェッリート28歳、グリジ26歳、グラーン24歳であり、本番でも若い順からの登場となった。